# Brea Bennett

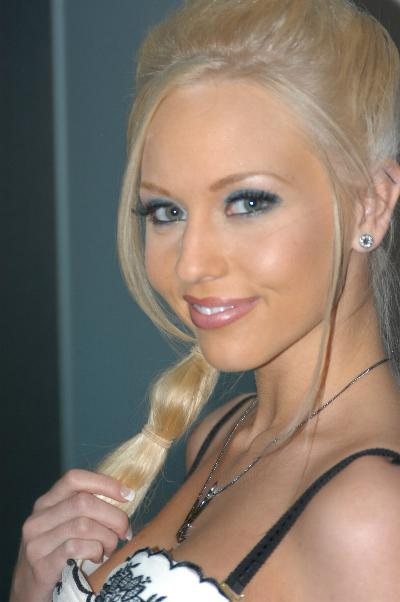
Brea Bennett auf der AVN Adult Entertainment Expo 2007

Brea Bennett (* 7. Februar 1987 in Mesa, Arizona) ist eine US-amerikanische Pornodarstellerin und Model.

## Leben
Sie war die Gewinnerin der ersten Staffel der Reality-TV-Show Jenna’s American Sex Star im Jahr 2005 und bekam einen Exklusiv-Vertrag mit dem Filmstudio ClubJenna von Jenna Jameson. Sie galt damals als neuer Shootingstar der Branche. Bennett drehte die meisten ihrer Filme für ClubJenna, beispielsweise Brea Unfaithful, Brea’s Crowning Glory und Brea’s Prowl, verließ das Unternehmen aber bereits nach anderthalb Jahren. Im Juli 2006 war sie Model bei Penthouse. 2007 erschien die interaktive DVD My Plaything Brea Bennett in der Reihe My Plaything …. Im Oktober desselben Jahres nahm die Produktionsgesellschaft Ninn Worx Bennett unter Vertrag, brach jedoch kurz danach auseinander. Nach einer Pause zeigte sie sich 2008 wieder, jedoch nur noch in Solo-Szenen. Seitdem ist sie auch nicht mehr verheiratet. Im Dezember 2013 wurde sie zum Penthouse Pet of the Month gekürt. Seit 2014 ist Bennett nicht mehr in Pornofilmen aufgetreten. Die Internet Adult Film Database (IAFD) listet insgesamt 130 Filme, in denen sie mitgespielt hat.

## Filmografie (Auswahl)

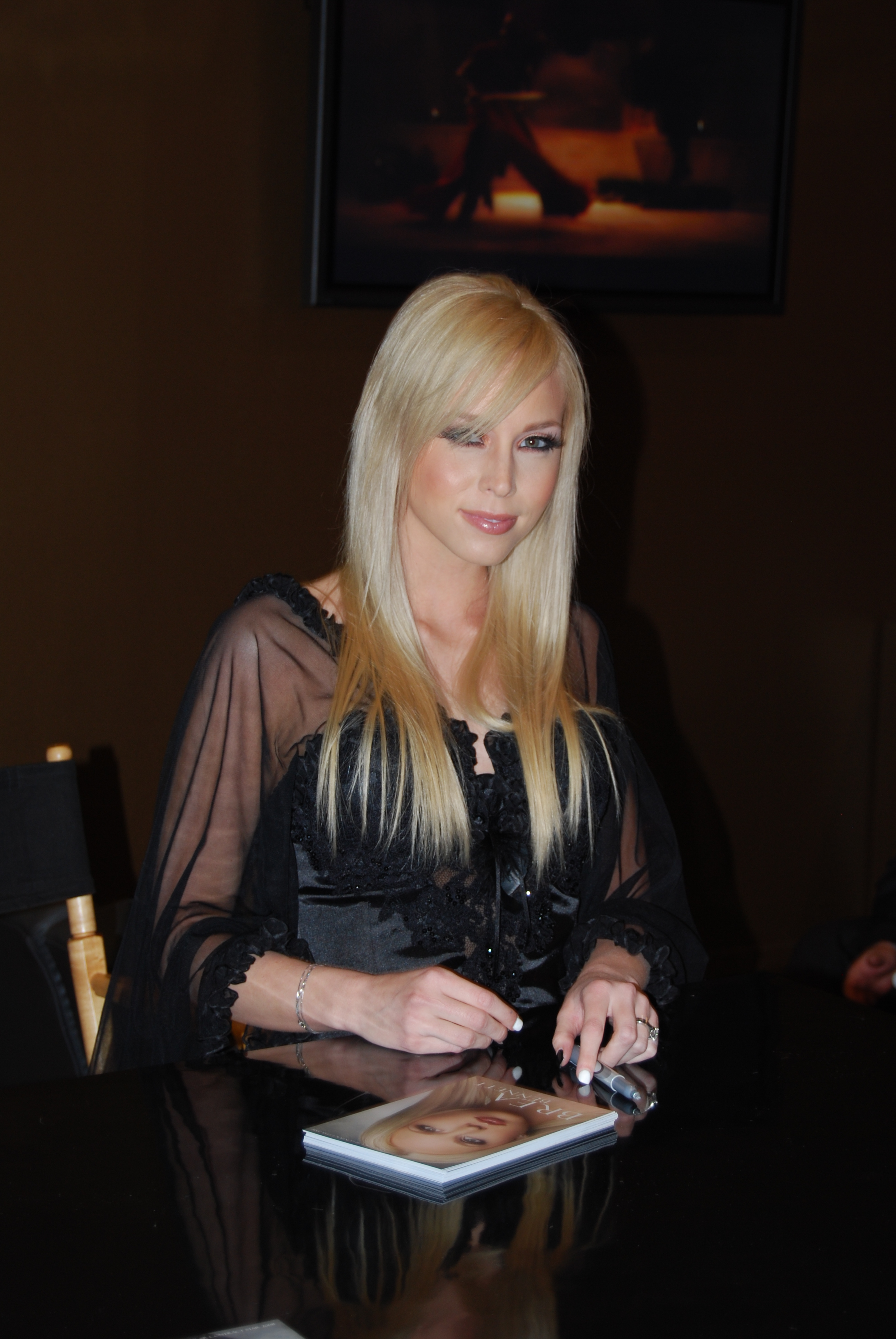
Brea Bennett signiert auf der AVN Expo 2008 ein Zeitschriften-Cover

- 2005: Jenna’s American Sex Star (TV)
- 2005–2014: Women Seeking Women 19, 21, 43, 65, 105
- 2007: My Plaything …

## Auszeichnungen
- 2007: Adultcon Top 20 Adult Actresses[3]
- 2007: Nominiert für den AVN Award – „Best All-Girl Sex Scene“, für das Video: Girls in White
- 2008: Nominiert für den AVN Award – „Best Tease Performance“ für My Plaything: Brea Bennett
- 2008: Nominiert für den AVN Award – „Best Interactive DVD“ für „My Plaything: Brea Bennett“
- 2013: Penthouse Pet of the Month (Dezember)